# ホホバ
ホホバ（学名: Simmondsia chinensis）はナデシコ目に属する常緑低木。
種小名の chinensis は「中国産」という意味であるが、19世紀の植物学者が殴り書きされたラベルを読み間違えたために付けられただけであり、中国との関連はない。アメリカ合衆国南西部からメキシコ北部が原産。メキシコのソノラ砂漠西部、アメリカ合衆国のカリフォルニア州南部やアリゾナ州に自生する。ホホバ (jojoba) と言う名前は、スペイン語である。
かつては、ツゲ科やトウダイグサ科に分類されていたこともあったが、1990年代にこの一種だけが属するホホバ科（シモンジア科）が作られた。属名は1805年に死去した英国の植物学者シモンズに因んだもの。

## 特徴
常緑広葉樹の低木で、樹高は2 - 4メートル (m) ほど。幹は直立してよく分枝し、ときに藪のようになり、株はりも直径2メートルくらいになる。砂漠での生活に適応しており、長い主根は地下10 mのところから水を吸い上げる。葉は長楕円形で長さ4センチメートルくらい、灰色がかった緑色で水分が失われないようにロウで覆われ、革質で光沢がある。葉のつけ根に節があり、正午頃の強烈な日差しの下では葉を垂直に立てることにより、温度上昇を抑制して光合成の効率を高めるている。そのため、ホホバの木の下には木陰がほとんどできない。
春に咲く花は雌雄異株で、おしべまたはめしべだけで花弁がない。垂直に立った葉の配置は、周囲に風の渦を作り、雄株に群がって咲く黄色い花の花粉を、雌株の葉腋に咲く黄緑色の花に届ける役割もする。雌株は花後にドングリのような形と大きさの果実がつき、金茶色に熟す。果実の中には種子が入っており、種子の重さの半分は液体状になったロウに由来する金色の植物油が占めている。栄養繁殖がしにくく、実生で繁殖するが、生育が遅く、播種から数年経たないと雌雄がわからない。

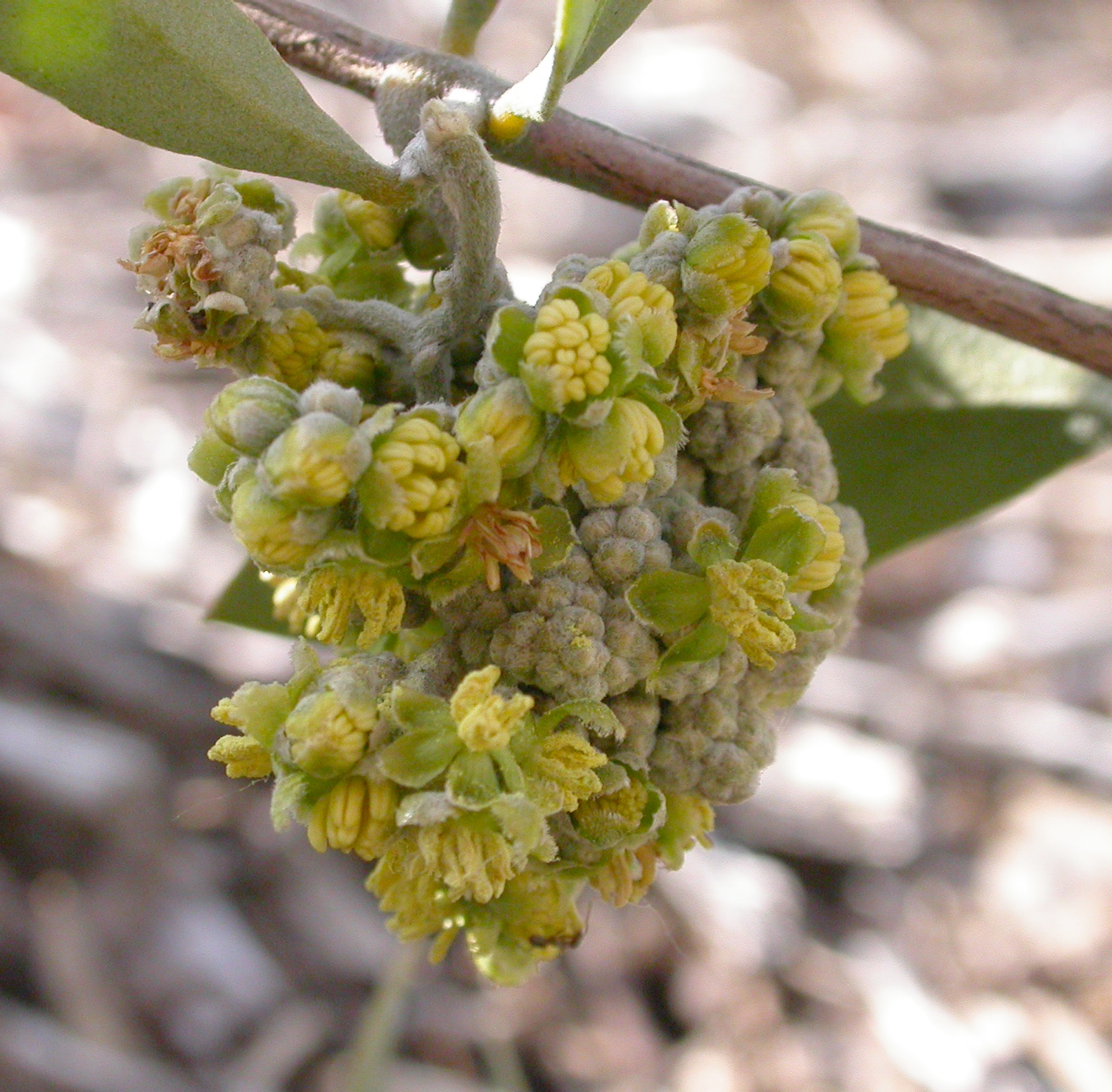
雄花
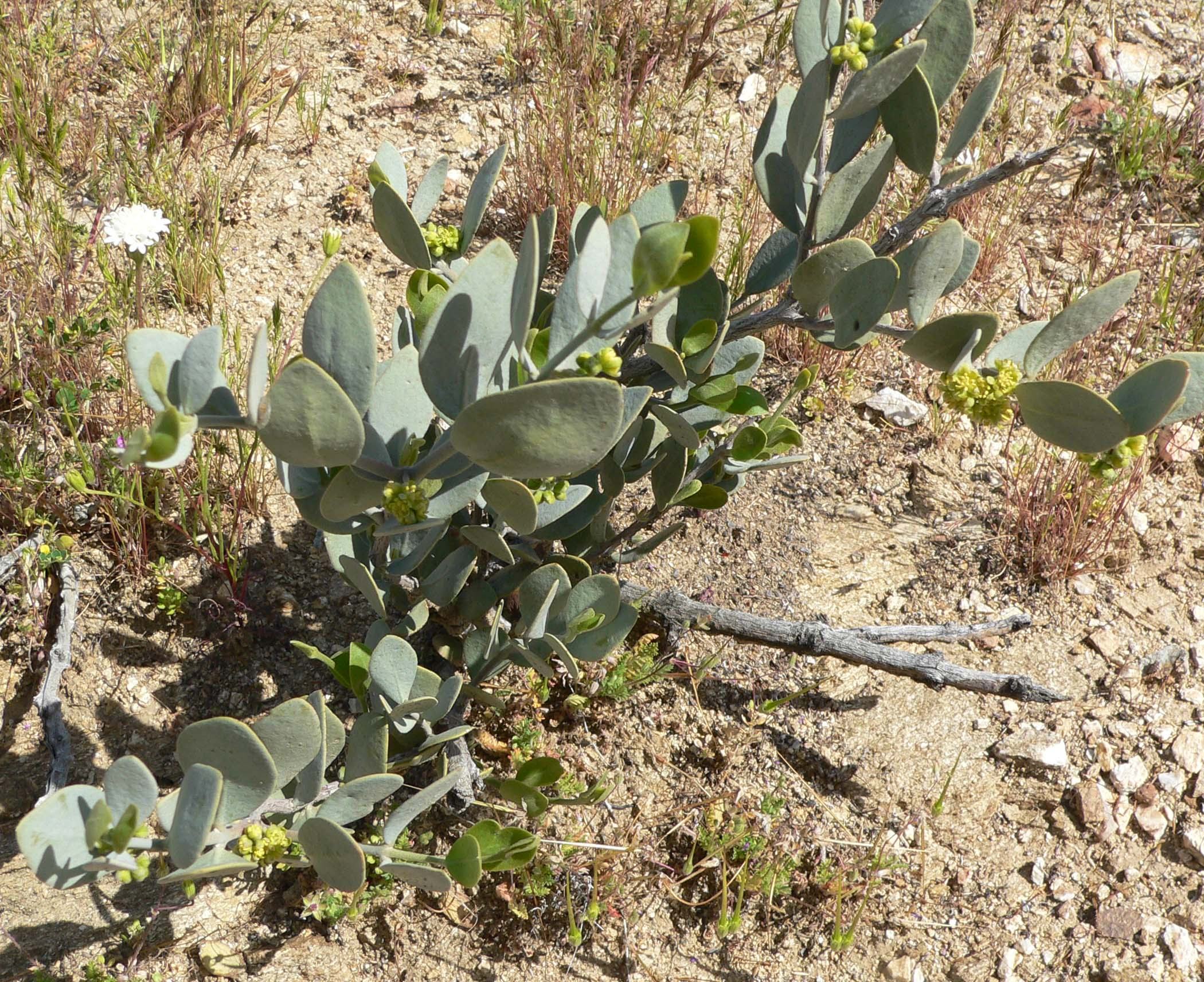

ホホバは各種動物に年間を通じて隠れ家や食物を与えているが、ホホバの果実とロウを消化できる動物は、ベイリーズ・ポケットマウス（Chaetodipus baileyi）というネズミの仲間だけである。その他の動物対しては軽い下痢の作用により、種子の散布と施肥に役立っている。

## 種子の利用
ホホバオイルは種子を搾って得られ、多様な用途を持つ。昔から肌や髪の毛の手入れに使われてきており、髪の毛や皮膚の乾燥を防ぎ、潤いを与える作用があるとされ、マッサージオイルや、精油用のキャリアオイル、皮革保護オイル、シャンプー・化粧石けんの原料として、また、工業用油脂の原材料として高温用潤滑油に用いられている。
これらはホホバ油がその他の植物油と異なり液状ワックスエステルが主成分という特徴からもたらされている面が大きい。同じく液状ワックスエステルであり、1970年代から広く禁止されて入手困難となったマッコウクジラ油の代替として利用される事もある。
需要の高まりを受けて商業目的で多くの国でホホバが植えられたが、栽培はやや面倒なものになっている。雌雄異株で、植えるときは雄株と雌株の区別がつかないため、数年後に花が咲くのを待って性別を確認して、種子を付けない雄株は受粉に必要な分だけを残して間引きしなければならなためである。
近年では、ホホバオイルは肥満の治療に使える可能性があると喧伝されている。ホホバオイルを搾り取った油かすを牛の餌として与えたところ、牛が痩せたように見えたことや、先住民が食糧不足の時期にホホバを食欲抑制剤として使用したことが根拠とされている。しかし、ホホバオイルを薬剤として使用することは許可されておらず、法律の抜け穴をくぐって栄養補助食品として販売することは可能になっている。